# 11. Goya-gála
A 11. Goya-gála során az 1996-ban bemutatott spanyol filmeket értékelték. A jelölteket az Academy of Cinematographic Arts and Sciences of Spain választotta ki. A madridi Palacio Municipal de Congresosban tartott ceremóniát az Televisión Española közvetítette 1997. január 25-én. A műsor házigazdái Carmen Maura és Juanjo Puigcorbé voltak. A gála során Miguel Picazo kapta meg a tiszteletbeli Goya-díjat.

## Győztesek és jelöltek
A nyertesek félkövérrel jelölve.

### Fő díjak
| Legjobb film | Legjobb rendező |
| --- | --- |
| - Halálos tézis - Bwana - A kertész kutyája                                                                                                   | - Pilar Miró — A kertész kutyája - Julio Medem — Földön egy angyal - Imanol Uribe — Bwana                                                                  |
| Legjobb férfi főszereplő | Legjobb női főszereplő |
| - Santiago Ramos — Como un relámpago - Antonio Banderas — Hárman párban - Carmelo Gómez — A kertész kutyája                                   | - Emma Suárez — A kertész kutyája - Ana Torrent — Halálos tézis - Concha Velasco — A kert túloldalán                                                       |
| Legjobb férfi mellékszereplő | Legjobb női mellékszereplő |
| - Luis Cuenca — Mi a boldogság? - Jordi Mollà — La Celestina - Nancho Novo — La Celestina                                                     | - Mary Carrillo — A kert túloldalán - Loles León — Libertarias - Maribel Verdú — La Celestina                                                              |
| Legjobb eredeti forgatókönyv | Legjobb adaptált forgatókönyv |
| - Halálos tézis — Alejandro Amenábar - Mi a boldogság? — David Trueba - Amit sohasem mondtam el neked — Isabel Coixet                         | - A kertész kutyája — Pilar Miró, Rafael Pérez Sierra - A kert túloldalán — Mario Camus - A malvarrósai villamos — Rafael Azcona, José Luis García Sánchez |
| Legjobb új színész | Legjobb új színésznő |
| - Fele Martínez — Halálos tézis - Emilio Buale — Bwana - Liberto Rabal — A malvarrósai villamos                                               | - Íngrid Rubio — A kert túloldalán - Lucía Jiménez — Mi a boldogság? - Silke Hornillos Klein — Földön egy angyal                                           |
| Legjobb iberoamerikai film | Legjobb európai film |
| - Sol de otoño — Argentína - Pon tu pensamiento en mí — Kuba - Sin remitente — Mexikó                                                         | - Titkok és hazugságok — Egyesült Királyság - Hullámtörés — Dánia - Odüsszeusz tekintete — Görögország                                                     |
| Legjobb új rendező | Legjobb eredeti filmzene |
| - Alejandro Amenábar — Halálos tézis - David Trueba — Mi a boldogság? - Alfonso Albacete, Miguel Bardem, David Menkes — Más que amor, frenesí | - Földön egy angyal — Alberto Iglesias - A kertész kutyája — José Nieto - Robert Rylands utolsó utazása — Ángel Illarramendi                               |

### Egyéb díjak
| Legjobb operatőr | Legjobb vágás |
| --- | --- |
| - A kertész kutyája — Javier Aguirresarobe - La Celestina — José Luis López-Linares - A malvarrósai villamos — José Luis Alcaine                                                              | - Halálos tézis — María Elena Sáinz de Rozas - A kertész kutyája — Pablo González del Amo - Asaltar los cielos — Pablo Blanco, Fidel Collados                                                                   |
| Legjobb látványtervezés | Legjobb gyártásvezető |
| - A kertész kutyája — Félix Murcia - La Celestina — Ana Alvargonzález - A malvarrósai villamos — Pierre-Louis Thévenet                                                                        | - Halálos tézis — Emiliano Otegui - Libertarias — Luis Gutiérrez - A kert túloldalán — Carmen Martínez |
| Legjobb hang | Legjobb vizuális effektusok |
| - Halálos tézis — Daniel Goldstein, Ricardo Steinberg, Alfonso Pino - A kertész kutyája — Carlos Faruolo, Ray Gillon, Antonio Bloch - Libertarias — Carlos Faruolo, Ray Gillon, Ricard Casals | - Földön egy angyal — Reyes Abades, Ignacio Sanz Pastor - La lengua asesina — Patrick Vinge, Jonathan Stuart, Marcus Wookey - Libertarias — Reyes Abades                                                        |
| Legjobb jelmeztervezés | Legjobb smink |
| - A kertész kutyája — Pedro Moreno - La Celestina — Sonia Grande, Gerardo Vera - Libertarias — Javier Artiñano                                                                                | - A kertész kutyája — Juan Pedro Hernández, Esther Martín, Mercedes Paradela - La Celestina — Paca Almenara, Alicia López Medina - Libertarias — Juan Pedro Hernández, Ana Lozano, Esther Martín, Manuel García |
| Legjobb rövidfilm | Legjobb animációs rövidfilm |
| - La viga - David - El tren de las ocho - Esposados - La gotera | - Pregunta por mí - Esclavos de mi poder - Mater Gloriosa |
| Legjobb rövid dokumentumfilm | |
| - Virgen de la Alegría | |

## Fordítás
- Ez a szócikk részben vagy egészben  a(z)   11st Goya Awards című angol Wikipédia-szócikk fordításán alapul.  Az eredeti cikk szerkesztőit annak laptörténete sorolja fel. Ez a jelzés csupán a megfogalmazás eredetét és a szerzői jogokat jelzi, nem szolgál a cikkben szereplő információk forrásmegjelöléseként.